# Dans de Bragadiru. Cum se vede România în direct

Dans de Bragadiru. Cum se vede România în direct este o carte scrisă de realizatorul TV Robert Turcescu și publicată pentru prima oară în 2004, la Editura Polirom. Cartea este o antologie alcătuită din articolele publicate la rubrica Alte glasuri, alte păreri, în revistele Dilema și Dilema veche din 2003–2004 și este însoțită de un cuvânt înainte al lui Andrei Pleșu. 